# KFC Eendracht Hooglede
KFC Eendracht Hooglede is een Belgische voetbalclub uit Hooglede. De club is aangesloten bij de KBVB met stamnummer 6352 en heeft blauw als clubkleur. Hooglede speelt al heel zijn geschiedenis in de West-Vlaamse provinciale reeksen. 

## Geschiedenis

### Ontstaan
Op 25 juni 1960 trad Hooglede toe tot de Koninklijke Belgische Voetbalbond, waar men stamnummer 6352 kreeg toegewezen. De eerste ploeg speelde echter pas in het seizoen 1962/63 voor het eerst in competitie, namelijk in Vierde Provinciale, het allerlaagste niveau. De eerste jaren na de oprichting speelde de kersverse vereniging in het arbeidersverbond.

### Jaren 70-80
Halverwege de jaren zeventig kende de club een eerste hoogtepunt. De eerste titel met de daarbij horende promotie werd behaald in 1974/75. Hooglede verliet de laagste reeks en speelde zo vanaf 1975/76 in Derde Provinciale. Als promovendus en nieuwkomer in deze reeks behaalde men het seizoen erop meteen weer de titel. In twee seizoenen tijd klom Hooglede zo op van Vierde naar Tweede provinciale. Het verblijf in Tweede was echter maar van korte duur, want het debuutseizoen 1976/77 werd met degradatie afgesloten.
Exact vijf seizoenen na de degradatie behaalde Hooglede andermaal een promotie, ditmaal via de eindronde. In het seizoen 1981/82 promoveerde men opnieuw. Ditmaal duurde het verblijf in Tweede Provinciale heel wat langer. Toch kan men in 1989/90 opnieuw de degradatie niet ontlopen.

### Jaren 90
Het begin van de jaren 1990 verliep vrij vlot voor Hooglede. De eerste jaren eindigde men in de subtop of de middenmoot. In 1994/95 kende Hooglede een van de succesrijkste seizoenen uit zijn geschiedenis. Men haalde de kampioenstitel met 56 punten van de maximale 60. Enkel BS Geluveld (0-0), Beselare (4-1 nederlaag) en White Star Adinkerke (1-1) slaagden erin punten af te nemen. De overige 27 wedstrijden werden winnend afgesloten. Na een 1-3 zege op het veld van Merkem Sport werd Hooglede dat seizoen de eerste kampioen van België. Men sloot het seizoen af met honderd competitiedoelpunten, waarvan 36 op naam van Lampaert.
Hooglede promoveerde zo weer naar Tweede Provinciale en draaide er de eerste seizoenen meteen vlot mee. Het seizoen 1997/98 werd er een met twee gezichten. Hooglede streed tot de laatste speeldag mee voor de titel, meer nog, aan de rust van de laatste speeldag was Hooglede virtueel kampioen. In extremis behaalde Kuurne Sport echter nog de titel. Hooglede probeerde vervolgens de promotie af te dwingen via de eindronde. In de eerste ronde werd SV Kortrijk opzij gezet en ook KSC Menen ging voor de bijl. VG Oostende was de tegenstander in de finale. Hooglede won zonder veel moeite de heenmatch op het veld van Oostende met 0-2. Alles was in gereedheid gebracht om de promotie te vieren in de terugwedstrijd op eigen veld. Thuis verloor men echter met zware 3-8-cijfers voor een recordaantal toeschouwers, zowat 1500, en zo miste men de promotie.
De volgende twee seizoenen verliepen in moeizaam, met twee maal een 13de plaats.

### De 21e eeuw
In 2000/01 behaalde Hooglede nog een 8ste plaats, maar het seizoen erop volgde een nieuwe domper. Men wist slechts 13 punten te behalen en degradeerde naar Derde Provinciale. Ook het eerste seizoen terug in Derde verliep zonder uitschieters met maar een 12de plaats. De volgende seizoenen ging het weer crescendo, met telkens een plaats in de middenmoot of subtop.
Het seizoen 2008/09 was opnieuw succesvol. Eendracht Hooglede speelde onder leiding van trainer Paul Vanfleteren een goed seizoen en werd kampioen met 9 punten voorsprong. Drie speeldagen voor het einde was men zeker van de titel, na een 1-0-overwinning op eigen terrein tegen SK Staden voor een kleine 1000 toeschouwers. Hooglede scoorde het doelpunt na een licht toegekende strafschop 7 minuten voor het einde. Eendracht Hooglede was zo na 14 jaar opnieuw kampioen en keerde na zeven jaren terug naar Tweede Provinciale. Een jaar later volgde echter weer een degradatie. In 2012 werd men weer kampioen en volgde nogmaals eens promotie naar Tweede.
Na 2 moeilijke seizoen in 2e provinciale werd opnieuw naar 3e gedegradeerd.  9 lange seizoenen werd telkens de ambitie geuit om opnieuw de stap naar 2e te zetten maar vele malen liep het verkeerd in de eindronde.  In seizoen 2022-2023 lukte het dan opnieuw en werd de titel gepakt.  De overstap naar 2e werd vlotter verteerd dan in het verleden met direct een 5e plaats en in het "moeilijke seizoen van de bevestiging" werd zelfs een 3e plaats behaald met eindronde als gevolg.  Daarin werd onverwacht topfavoriet Veurne geklopt op eigen terrein en volgde een 1e kans op directe promotie naar 1e met een match in en tegen Heist.  Deze werd jammer genoeg verloren met 1-0.  Een herkansing volgde met een wedstrijd tegen Aalbeke maar dan nog waren we afhankelijk van Boezinge.  Tegen Aalbeke werd thuis met 1-5 cijfers verloren maar deze wedstrijd was toch van geen tel want Boezinge verloor ook zijn promotiewedstrijden.

## Seizoen 2025-2026

### Spelerskern
| Positie      | Naam               |
| ------------ | ------------------ |
| Keeper       | Luka Deprez        |
| Keeper       | Jarne Derie        |
| Keeper       |                    |
| Verdediger   | Sebastiaan Maesen  |
| Verdediger   | Thijs Doubbel      |
| Verdediger   | Jorre Sabbe        |
| Verdediger   | Yoran Gaillez      |
| Verdediger   | Lowie Tyvaert      |
| Verdediger   |                    |
| Verdediger   |                    |
| Middenvelder | Simon Demeulenaere |
| Middenvelder | Robbe Tyvaert      |
| Middenvelder | Kenneth Devuldere  |
| Middenvelder | Robbe Fabry        |
| Middenvelder |                    |
| Middenvelder |                    |
| Middenvelder |                    |
| Middenvelder |                    |
| Aanvaller    | Jitse Soenen       |
| Aanvaller    | Michel Ternest     |
| Aanvaller    | Louis Vandepitte   |
| Aanvaller    |                    |
| Aanvaller    |                    |
| Aanvaller    | Torbjorn Deckmyn   |

### Technische staf
| Functie                      | Naam            |
| ---------------------------- | --------------- |
| Hoofdtrainer                 | Filip Comptaert |
| Assistent-trainer            | Hans Hoornaert  |
| Beloften trainer             | Kenny Sierens   |
| Keeperstrainer               | Kristof Decruy  |
| Officiële Team Afgevaardigde | Ludwig Azou     |
| Voorzitter                   | Jeffrey Bolle   |
| Sportief Verantwoordelijke   | Jelle Cool      |

## Bekende spelers en trainers
Jeffrey Verhoeven speelde zijn hele jeugd voor Eendracht Hooglede, op een korte uitstap naar Cercle Brugge na. Na een paar jaar in het eerste elftal maakte hij de overstap naar KFC Roeselare. Wat later belandde hij als profspeler bij KFC Harelbeke, in de Belgische hoogste klasse.  Nadien speelde hij in de nationale reeksen bij Wevelgem City, KRC Waregem, SK Roeselare en in de provinciale reeksen bij SV De Ruiter.  Na zijn spelerscarrière werd hij trainer bij SK Roeselare (elite-jeugd), SK Oostnieuwkerke (1e provinciale) en Sint Elooi Winkel (1e amateur).
Een andere bekende naam is Johny Thio. De 26-voudige Rode Duivel en ex-speler van Club Brugge, had een tijdje het eerste elftal onder zijn hoede.  
Tom Raes begon als duiveltje bij Eendracht Hooglede maar kwam snel in het vizier van SK Roeselare.  Daar doorliep hij de jeugdreeksen en maakte hij zijn debuut voor het eerste elftal in eerste klasse op 17-jarige leeftijd.  Door zijn goede prestaties bij de club en bij nationale jeugdelftallen kwam de Italiaanse topclub Lazio Roma hem op het spoor.  Hij legde er alle testen af en alles leek in kannen en kruiken voor een transfer maar omwille van betrokkenheid van Lazio Roma bij het omkoopschandaal van Juventus werden transfers verboden voor Lazio Roma en viel deze overgang aan diggelen.  Erna speelde Tom nog 7 seizoenen voor KSV Oudenaarde,  3 seizoenen KSV Roeselare, 1 seizoen VW Hamme, 5 seizoenen Mandel United om op het einde zijn carrière af te sluiten bij SK Westrozebeke.

## Resultaten
| Seizoen | Klasse | Klasse | Klasse | Klasse | Klasse | Klasse | Klasse | Klasse | Klasse | Reeks                                                    | Punten                                                   | Opmerkingen                                              |
|         | I      | I      | II     | III    | IV     | P.I    | P.II   | P.III  | P.IV   |                                                          |                                                          |                                                          |
| ------- | ------ | ------ | ------ | ------ | ------ | ------ | ------ | ------ | ------ | -------------------------------------------------------- | -------------------------------------------------------- | -------------------------------------------------------- |
| 1991/92 |        |        |        |        |        |        |        | 4      |        | Derde Prov. W-Vl.                                        | ?                                                        |                                                          |
| 1992/93 |        |        |        |        |        |        |        | 6      |        | Derde Prov. W-Vl.                                        | ?                                                        |                                                          |
| 1993/94 |        |        |        |        |        |        |        | 7      |        | Derde Prov. W-Vl.                                        | ?                                                        |                                                          |
| 1994/95 |        |        |        |        |        |        |        | 1      |        | Derde Prov. W-Vl.                                        | ?                                                        | Kampioen                                                 |
| 1995/96 |        |        |        |        |        |        | 7      |        |        | Tweede Prov. W-Vl.                                       | ?                                                        |                                                          |
| 1996/97 |        |        |        |        |        |        | 6      |        |        | Tweede Prov. W-Vl.                                       | ?                                                        |                                                          |
| 1997/98 |        |        |        |        |        |        | 2      |        |        | Tweede Prov. W-Vl.                                       | ?                                                        |                                                          |
| 1998/99 |        |        |        |        |        |        | 13     |        |        | Tweede Prov. W-Vl.                                       | ?                                                        |                                                          |
| 1999/00 |        |        |        |        |        |        | 13     |        |        | Tweede Prov. W-Vl.                                       | ?                                                        |                                                          |
| 2000/01 |        |        |        |        |        |        | 8      |        |        | Tweede Prov. W-Vl.                                       | ?                                                        |                                                          |
| 2001/02 |        |        |        |        |        |        | 16     |        |        | Tweede Prov. W-Vl.                                       | ?                                                        | Degradatie                                               |
| 2002/03 |        |        |        |        |        |        |        | 12     |        | Derde Prov. W-Vl.                                        | ?                                                        |                                                          |
| 2003/04 |        |        |        |        |        |        |        | 7      |        | Derde Prov. W-Vl.                                        | ?                                                        |                                                          |
| 2004/05 |        |        |        |        |        |        |        | 5      |        | Derde Prov. W-Vl.                                        | 50                                                       |                                                          |
| 2005/06 |        |        |        |        |        |        |        | 3      |        | Derde Prov. W-Vl.                                        | 59                                                       |                                                          |
| 2006/07 |        |        |        |        |        |        |        | 3      |        | Derde Prov. W-Vl.                                        | 57                                                       |                                                          |
| 2007/08 |        |        |        |        |        |        |        | 3      |        | Derde Prov. W-Vl.                                        | 61                                                       |                                                          |
| 2008/09 |        |        |        |        |        |        |        | 1      |        | Derde Prov. W-Vl.                                        | 71                                                       | Kampioen                                                 |
| 2009/10 |        |        |        |        |        |        | 14     |        |        | Tweede Prov. W-Vl.                                       | 26                                                       | Degradatie                                               |
| 2010/11 |        |        |        |        |        |        |        | 4      |        | Derde Prov. W-Vl.                                        | 52                                                       |                                                          |
| 2011/12 |        |        |        |        |        |        |        | 1      |        | Derde Prov. W-Vl.                                        | 75                                                       | Kampioen                                                 |
| 2012/13 |        |        |        |        |        |        | 11     |        |        | Tweede Prov. W-Vl.                                       | 37                                                       |                                                          |
| 2013/14 |        |        |        |        |        |        | 15     |        |        | Tweede Prov. W-Vl.                                       | 27                                                       | Degradatie                                               |
| 2014/15 |        |        |        |        |        |        |        | 8      |        | Derde Prov. W-Vl.                                        | 44                                                       |                                                          |
| 2015/16 |        |        |        |        |        |        |        | 9      |        | Derde Prov. W-Vl.                                        | 45                                                       |                                                          |
|         | 1A     | 1B     | 1Am    | 2Am    | 3Am    | P.I    | P.II   | P.III  | P.IV   | Vanaf 2016-17 zijn er 3 nationale en 2 regionale niveaus | Vanaf 2016-17 zijn er 3 nationale en 2 regionale niveaus | Vanaf 2016-17 zijn er 3 nationale en 2 regionale niveaus |
| 2016/17 |        |        |        |        |        |        |        | 3      |        | Derde Prov. W-Vl.                                        | 55                                                       |                                                          |
| 2017/18 |        |        |        |        |        |        |        | 5      |        | Derde Prov. W-Vl.                                        | 51                                                       |                                                          |
| 2018/19 |        |        |        |        |        |        |        | 4      |        | Derde Prov. W-Vl.                                        | 53                                                       |                                                          |
| 2019/20 |        |        |        |        |        |        |        | 10     |        | Derde Prov. W-Vl.                                        | 34                                                       |                                                          |
| 2020/21 |        |        |        |        |        |        |        | -      |        | Derde Prov. W-Vl.                                        | -                                                        | Seizoen geschrapt wegens Covid-19                        |
| 2021/22 |        |        |        |        |        |        |        | 5      |        | Derde Prov. W-Vl.                                        | 49                                                       |                                                          |
| 2022/23 |        |        |        |        |        |        |        | 1      |        | Derde Prov. W-Vl.                                        | 81                                                       | Kampioen                                                 |
| 2023/24 |        |        |        |        |        |        | 5      |        |        | Tweede Prov. W-Vl. A                                     | 48                                                       |                                                          |
| 2024/25 |        |        |        |        |        |        | 3      |        |        | Tweede Prov. W-Vl. A                                     | 50                                                       |                                                          |
| 2025/26 |        |        |        |        |        |        |        |        |        | Tweede Prov. W-Vl. A                                     |                                                          |                                                          |